# Gesamtkatalog der Personalschriften- und Leichenpredigtensammlungen
Bei dem Gesamtkatalog der Personalschriften- und Leichenpredigtensammlungen handelt es sich um eine seit 1967 in Leipzig bei der Zentralstelle für deutsche Personen- und Familiengeschichte Leipzig archivierten Kartei historischer Personen, insbesondere von Angehörigen der sozialen Oberschicht.
Der genealogische Verein Roland e. V. zu Dresden begann 1919 einen Katalog mit dem Ziel, alle bekannt gewordenen Leichenpredigten, Gelegenheitsdrucke und Personalschriften systematisch nach ihrem Standort zu erfassen und für die Familiengeschichtsforschung aufzubereiten.
In 225 Spezialkarteikästen sind rund 15.000 Personen alphabetisch erfasst, d. h., dass mehr als 100.000 Personalschriften aus über 450 Sammlungen aufgearbeitet worden sind. Auf Grund der Mehrfachüberlieferung einzelner Drucke ergibt sich der Nachweis von ca. 324.000 Drucken. Für jede Person existiert eine Karteikarte mit Angaben zu den Lebensdaten, Ämtern, Familienangehörigen, Form und Druck der Leichenpredigt oder Gelegenheitsschrift mit Ort und Jahr, Verfasser der Predigt und ihr Fundort. Der Katalog ist nach den geehrten Personen, nicht nach Verfassern geordnet.